# Tomás Rodríguez Bolonio
Tomás Rodríguez Bolonio (Huecas, 7 de marzo de 1889-Toledo, 16 de marzo de 1961) fue un periodista y político español, presidente de la Diputación Provincial de Toledo durante la dictadura franquista.

## Biografía
Nació el 7 de marzo de 1889 en la localidad toledana de Huecas. Seminarista en la ciudad de Toledo, no llegó a ordenarse como presbítero, sino que se incorporó mediante oposición al cuerpo de funcionarios de telégrafos. Ejerció de concejal del Ayuntamiento de Toledo durante la dictadura de Primo de Rivera, y fue miembro de la Unión Patriótica. Colaborador en publicaciones locales toledanas como El Ideal, La Campana Gorda, El Castellano, o El Castellano Gráfico, o el propio órgano de propaganda upetista La Provincia, llegó a colaborar en El Debate. Durante la guerra civil, se puso al servicio del bando franquista como encargado de propaganda una vez estos tomaron la ciudad y fue militante de FET y de las JONS y redactor de El Alcázar.
Tras un período como vicepresidente de la Diputación Provincial de Toledo y una interinidad como presidente iniciada en 1944, accedió formalmente a la presidencia de la corporación, desempeñando el cargo por casi 17 años. Durante su mandato se instalaron líneas de teléfono en numerosos pueblos del medio rural de la provincia. Igualmente, en calidad de presidente de la diputación, detentó el cargo de procurador en las Cortes franquistas entre 1946 y 1961.
Ejerció el cargo de presidente de la diputación hasta su muerte, acontecida el 16 de marzo de 1961 en Toledo.

## Distinciones
- Gran Cruz de la Orden del Mérito Civil (1961; a título póstumo)[2]